# Liste der italienischen Botschafter in Venezuela
Liste der Leiter der italienischen Auslandsvertretung in Caracas
| Ernennung / Akkreditierung | Name                                | Bemerkungen                  | ernannt von          | akkreditiert während der Regierung von | Posten verlassen |
| -------------------------- | ----------------------------------- | ---------------------------- | -------------------- | -------------------------------------- | ---------------- |
| Apr. 1903                  | Giovanni Paolo Riva                 |                              | Giovanni Giolitti    | Cipriano Castro                        |                  |
| Apr. 1946                  | Agostino Ferrante di Ruffano        |                              | Ferruccio Parri      | Rómulo Betancourt                      | Apr. 1947        |
| Apr. 1947                  | Dino Secco Suardo                   |                              | Ferruccio Parri      | Rómulo Betancourt                      | Aug. 1948        |
| Aug. 1948                  | Angiolo Cassinis                    |                              | Ferruccio Parri      | Rómulo Gallegos                        | Nov. 1950        |
| Nov. 1950                  | Luigi Vidau                         |                              | Ferruccio Parri      | Germán Suárez Flamerich                | Jan. 1953        |
| Feb. 1953                  | Renato Bova Scoppa                  |                              | Giuseppe Pella       | Marcos Pérez Jiménez                   | Dez. 1954        |
| Dez. 1954                  | Justo Giusti del Giardino           |                              | Amintore Fanfani     | Marcos Pérez Jiménez                   | Mai 1958         |
| Okt. 1958                  | Giulio del Balzo di Presenzano      |                              | Amintore Fanfani     | Wolfgang Larrazábal                    | Juni 1959        |
| Nov. 1959                  | Giovanni de Astis                   |                              | Antonio Segni        | Edgar Sanabria                         | Nov. 1962        |
| Nov. 1962                  | Girolamo Pignatti Morano di Custoza |                              | Fernando Tambroni    | Rómulo Betancourt                      | Sep. 1967        |
| Okt. 1967                  | Ruggero Farace di Villaforesta      |                              | Giovanni Leone       | Rómulo Betancourt                      | Sep. 1968        |
| Apr. 1969                  | Vittorio Cordero di Montezemolo     |                              | Giovanni Leone       | Rafael Caldera                         | Juni 1971        |
| Sep. 1971                  | Silvio Falchi                       |                              | Emilio Colombo       | Rafael Caldera                         | Jan. 1977        |
| Jan. 1977                  | Guglielmo Folchi                    |                              | Giulio Andreotti     | Carlos Andrés Pérez                    | Juli 1980        |
| Okt. 1980                  | Ludovico Incisa di Camerana         |                              | Francesco Cossiga    | Luís Herrera Campíns                   | Feb. 1985        |
| März 1985                  | Massimiliano Bandini                | (* 30. Juni 1932 in Florenz) | Bettino Craxi        | Jaime Lusinchi                         | Dez. 1989        |
| März 1990                  | Paolo Bruni                         |                              | Giulio Andreotti     | Carlos Andrés Pérez                    | Sep. 1993        |
| Okt. 1993                  | Carlo Civiletti                     |                              | Carlo Azeglio Ciampi | Ramón José Velásquez                   | März 1997        |
| März 1997                  | Vittorio Pennarola                  |                              | Romano Prodi         | Rafael Caldera                         | Feb. 2000        |
| Apr. 2000                  | Adriano Benedetti                   |                              | Giuliano Amato       | Hugo Chávez                            | Apr. 2003        |
| Mai 2003                   | Gerardo Carante                     |                              | Silvio Berlusconi    | Hugo Chávez                            | Juli 2007        |
| Aug. 2007                  | Luigi Maccotta                      |                              | Romano Prodi         | Hugo Chávez                            | Nov. 2010        |
| Dez. 2010                  | Paolo Serpi                         |                              | Silvio Berlusconi    | Hugo Chávez                            | 2015             |